# Haltestelle Wien Praterkai

Die Haltestelle Wien Praterkai befindet sich im 2. Wiener Gemeindebezirk Leopoldstadt. Sie liegt an der Laaer Ostbahn, direkt am südwestlichen Ende der Stadlauer Brücke. Hier halten halbstündlich S-Bahn-Züge der Linie S80 im Verkehrsverbund Ost-Region.

## Geschichte
Die Haltestelle Stadlauer Brücke – Lusthaus wurde 1893 eröffnet. In den Jahren 1994 und 1995 musste die Bedienung vorübergehend eingestellt werden, da aufgrund der Errichtung des Kraftwerks Freudenau und des damit verbundenen erhöhten Pegels der Donau die Eisenbahnbrücke inklusive Haltestelle um mehrere Meter angehoben werden musste. Die neu errichtete Haltestelle erhielt den Namen Wien Praterkai. Bis 2008 wendete die Straßenbahn-Linie 21 vom Schwedenplatz kommend nördlich der Haltestelle Praterkai, doch mit der Eröffnung der U2-Verlängerung zum Stadion wurde die Linie 21 eingestellt und die Gleise abgetragen.
Direkt unter der Haltestelle befindet sich der Donaukaibahnhof der Donauuferbahn. Von der Bevölkerung und der Politik wird seit Jahren die Verlängerung der S45 von der derzeitigen Endstation Wien Handelskai hierher und die Errichtung einer Umsteigestation Wien Praterkai gefordert. Es gab im Jahr 2023 eine Machbarkeitsstudie, die einen aus zwei Linien bestehenden S-Bahn-Ring als optimale Variante präsentierte, nach der die Haltestelle zum Umsteigepunkt umzubauen wäre.

## Linien im Verkehrsverbund Ost-Region
| Linie | Verlauf |
| ----- | --- |
| S80   | Wien Hütteldorf – Wien Speising – Wien Meidling – Wien Matzleindorfer Platz – Wien Hauptbahnhof – Wien Simmering – Wien Haidestraße – Wien Praterkai – Wien Stadlau – Wien Erzherzog-Karl-Straße – Wien Hirschstetten – Wien Aspern Nord |
| 77A   | Rennweg – Kardinal-Nagl-Platz – Schlachthausgasse – Stadion – Donaumarina – Praterkai – Lusthaus |
| 79A   | Kaiserebersdorf Münnichplatz – Kaiserebersdorf, Zinnergasse – Kraftwerk Freudenau – Praterkai – Donaumarina – Donaumarina, Chrastekgasse                                                                                                 |
| 79B   | Kaiserebersdorf Münnichplatz – Kaiserebersdorf, Zinnergasse – Seitenhafenstraße – Praterkai – Donaumarina – Donaumarina, Chrastekgasse                                                                                                   |

## Galerie

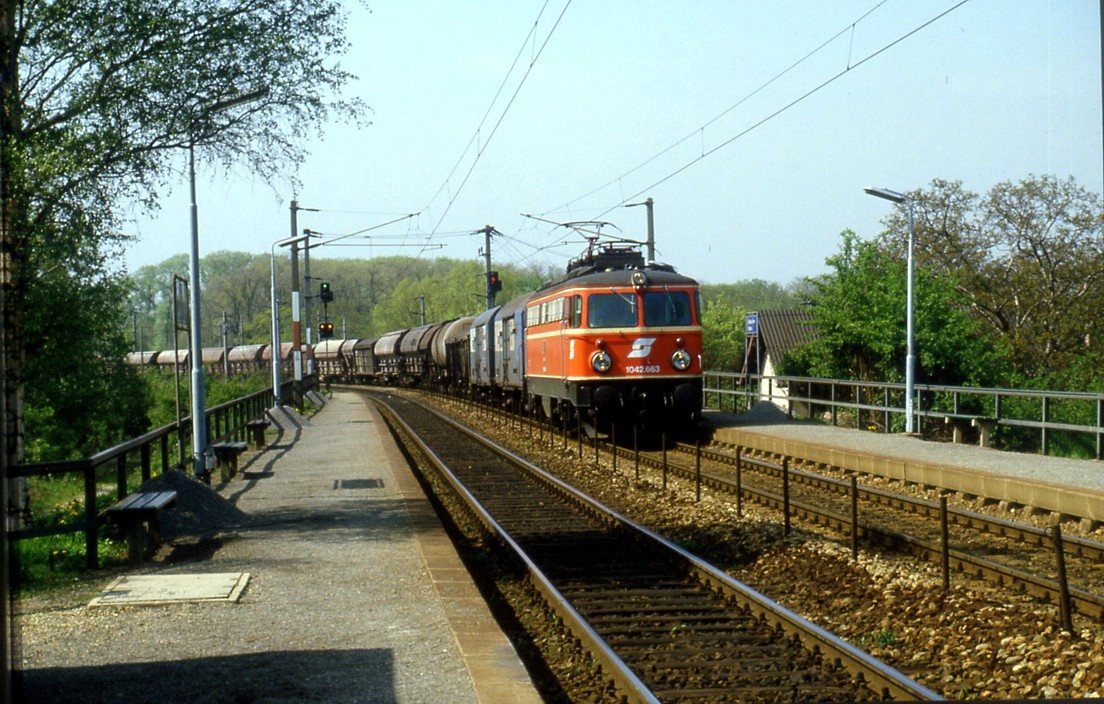
Ehemalige Haltestelle Stadlauer Brücke-Lusthaus
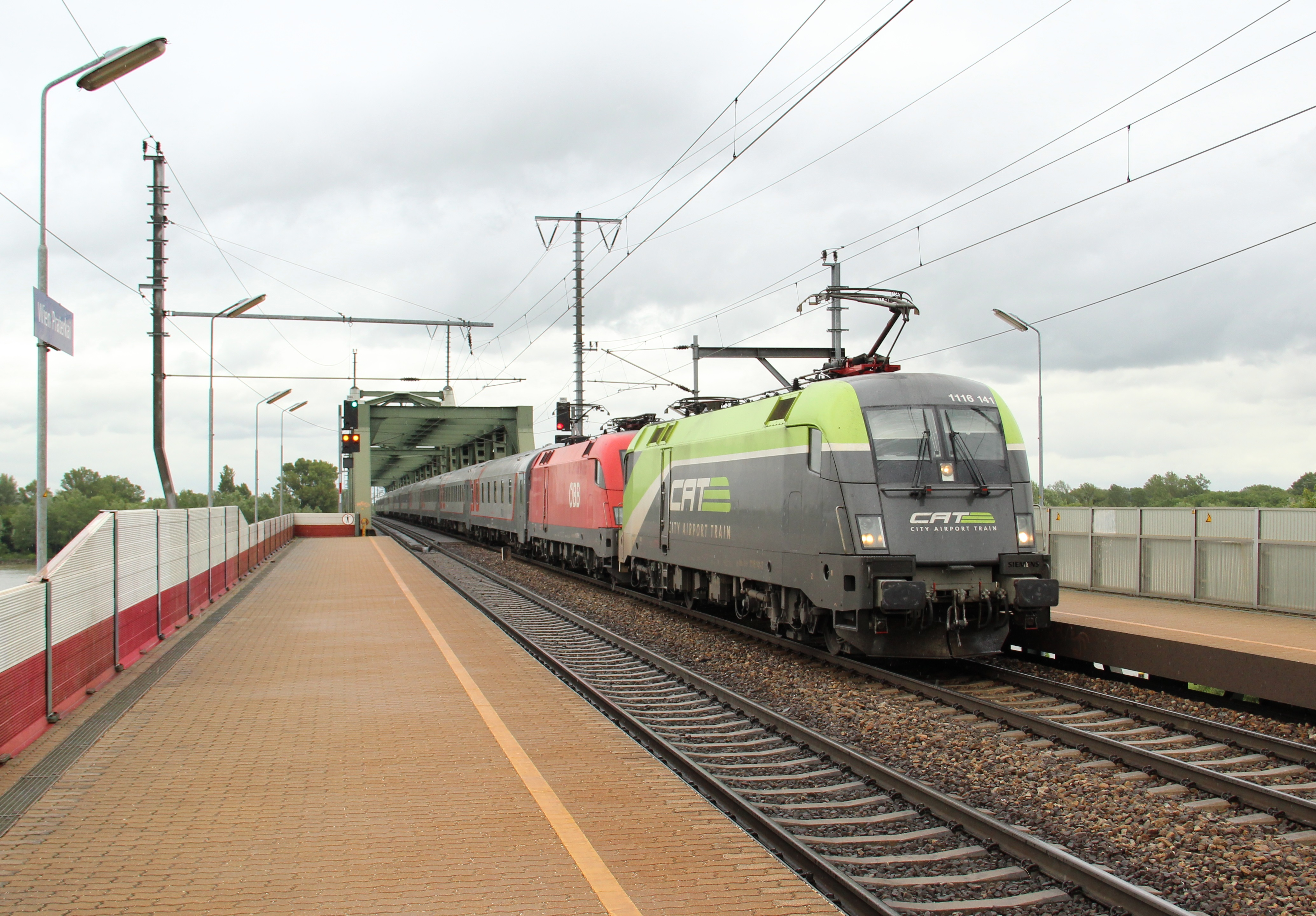
Heutige Haltestelle Wien Praterkai
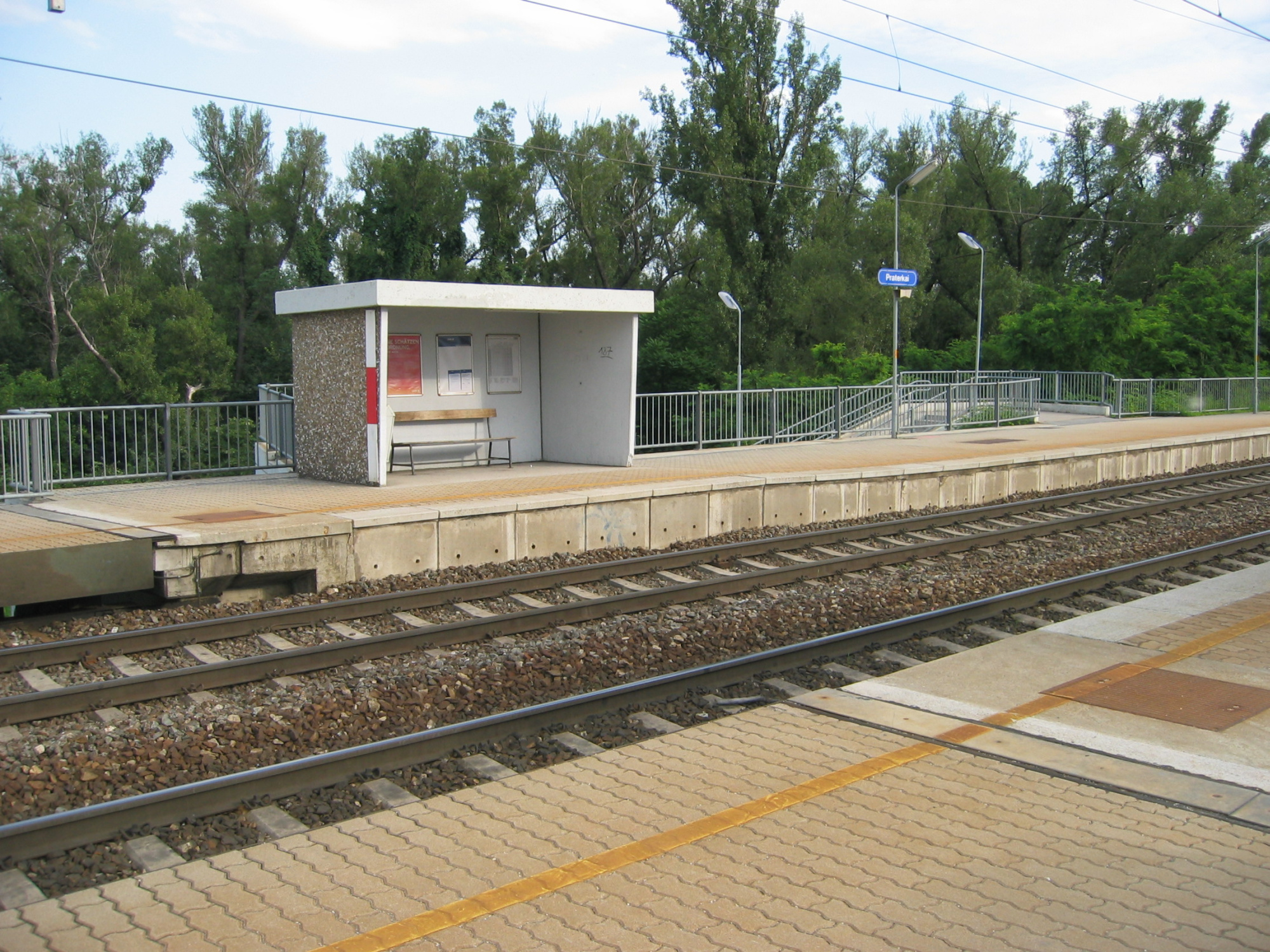
Bahnsteigbereich mit Wartehäuschen
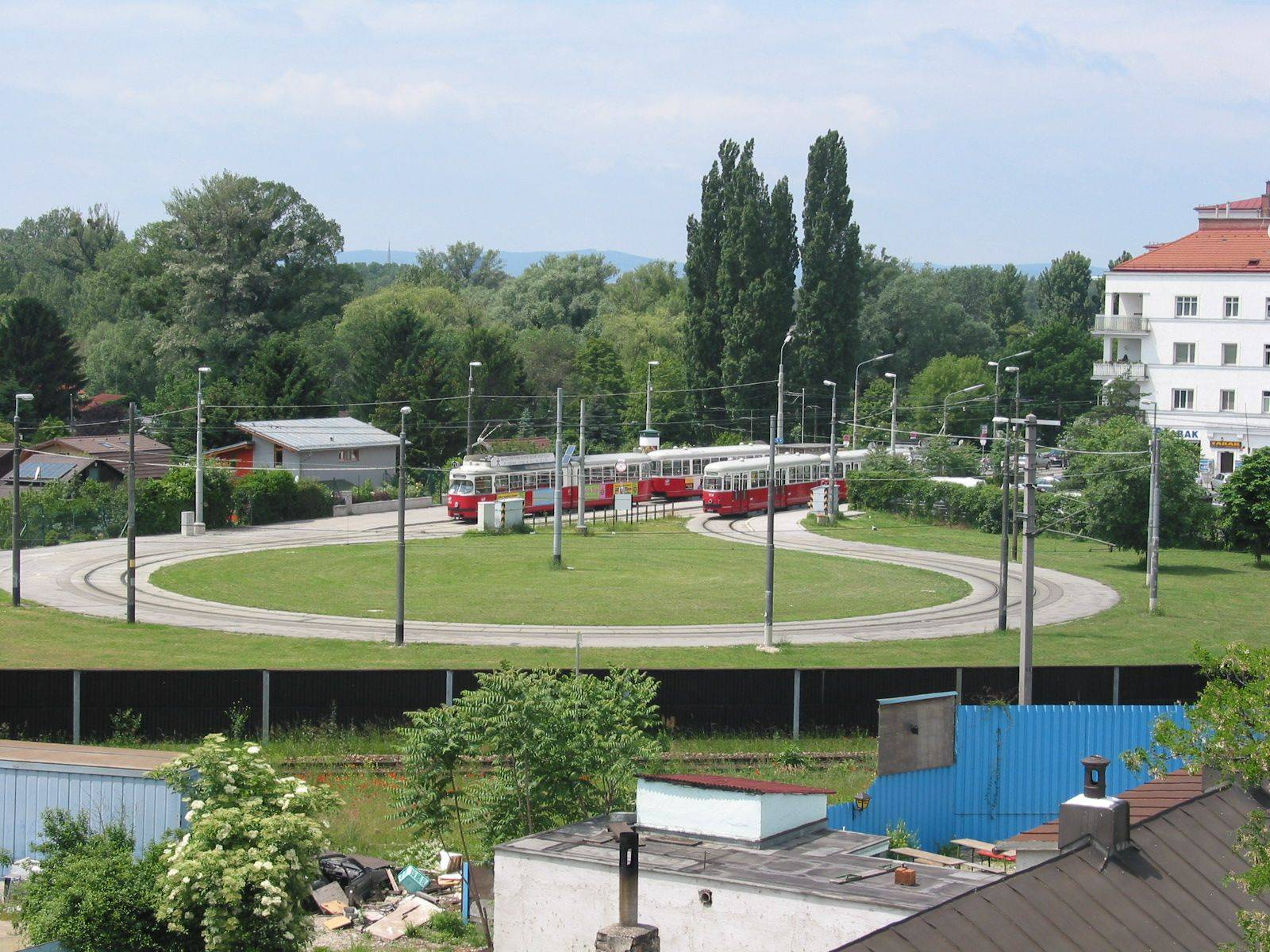
Blick vom Bahnsteig auf die zum Aufnahmezeitpunkt noch vorhandene Schleife der Linie 21